# Vol Air Canada 759
Le 7 juillet 2017, un Airbus A320-211, assurant le vol Air Canada 759, a failli être impliqué dans un accident à l'aéroport international de San Francisco, en Californie, aux États-Unis. Le vol, en provenance de l'aéroport international Pearson de Toronto, au Canada, a été autorisé par le contrôle de la circulation aérienne à atterrir sur la piste 28R et était en approche finale pour atterrir sur cette piste ; cependant, au lieu de s'aligner sur la piste, l'avion s'aligne sur la voie de circulation parallèle, sur laquelle quatre avions de passagers entièrement chargés et ravitaillés étaient arrêtés en attendant l'autorisation de décollage. 
L'équipage a rapidement effectué une remise des gaz avant l'atterrissage, après quoi l'avion a atterri sans autre incident. Les autres avions, présents sur la voie de circulation, sont partis vers leurs destinations initiales sans autre incident. 
L'enquête ultérieure menée par le Conseil national de la sécurité des transports (NTSB) a déterminé que l'avion d'Air Canada était descendu à 59 pieds (18 m) au-dessus du sol avant de commencer sa montée et qu'il avait manqué d'entrer en collision avec l'un des avions sur la voie de circulation à 14 pieds (4,3 m).
Le NTSB a déterminé que la cause probable était la confusion des pilotes d'Air Canada entre la piste et la voie de circulation parallèle, avec des causes contributives telles que l'incapacité de l'équipage à utiliser le système d'atterrissage aux instruments (ILS), ainsi que la fatigue du pilote. 
Un pilote à la retraite a déclaré que cette situation, résultante de la confusion sur la piste qui a failli se produire, « s'est probablement rapprochée de la plus grande catastrophe aérienne de l'histoire » puisque cinq avions et potentiellement plus de 1 000 passagers couraient un risque imminent d'une catastrophe plus grave que la catastrophe de l'aéroport de Tenerife.